# 大阪ドーム
大阪ドーム（おおさかドーム）は、大阪府大阪市西区にある多目的ドーム球場兼複合レジャー施設。施設命名権の売却により、2006年7月1日から呼称を京セラドーム大阪（きょうセラドームおおさか）としている（後述）。
プロ野球・パシフィック・リーグ（パ・リーグ）のオリックス・バファローズが本拠地として使用している。なお、阪神タイガースも選抜高等学校野球大会および全国高等学校野球選手権大会（甲子園）の開催期間中、本拠地である阪神甲子園球場を使用できないといった背景などから本ドームを事実上の準本拠地としている。

## 概要
大阪市がパシフィック・リーグの大阪近鉄バファローズを誘致し、その本拠地（専用球場）として大阪市主体の第三セクター・大阪シティドームによって建設された多目的ドームである。後に大阪近鉄を吸収合併した当時のオリックス・ブルーウェーブがオリックス・バファローズと名前を変えこちらを本拠地として使用している。オリックスの他にも、セントラル・リーグの阪神タイガース（阪神甲子園球場が高校野球で使用ができない期間）や読売ジャイアンツ（東京ドームが都市対抗野球で使用ができない期間）が、2014年からはオリックスと同じパシフィック・リーグの球団で、かつて大阪に本拠地を置いていた福岡ソフトバンクホークスが、それぞれ主催試合を開催している。
アマチュア野球では社会人野球日本選手権大会や、全国高等学校野球選手権大阪大会の開会式とその直後の2試合がそれぞれ行われている。
野球の試合以外でもコンサート、展示会などのイベントが開催されるほか、草野球利用目的の一般貸し出しも行われている。
大阪市による経営は上手くいかず、のちに施設はオリックス不動産に売却され、大阪シティドームはオリックス不動産などの出資する管理運営会社に変更されている。
近畿地方では敷地などの面積を示す際に慣用単位として「阪神甲子園球場○個分」と言われることが多いが、「大阪ドーム○個分」という表現を用いることもある。

## 歴史

### 近鉄の本拠地として開場
大阪政財界の建設を求める声に応える形で大阪シティドームが設立されドームの建設が開始、1997年2月20日に大阪ガスの工場跡地に完成、東京ドーム、福岡ドームに次ぐ日本3番目のドーム球場として3月1日に開場し、パシフィック・リーグの大阪近鉄バファローズの本拠地（専用球場）となった。設計は大林組と竹中工務店、建設には両社を含め10社以上の企業が参加した。また同年には中日ドラゴンズの本拠地ナゴヤドームも開場した。
当初はドーム内でのイベント日以外にも商業施設として機能させるべくショッピングモールやアミューズメント施設（ドーム内2階の「グリンドムモール」およびドーム内9階の「フェスタモール」、ドーム前千代崎駅がある東側の「Padou」）を作り営業していた。
しかし、イベントが無い日はほとんど来場者が無く相当数のテナントが撤退していくことになった。また、その利用者を見越して造られた立体式地下駐車場も、利用の低迷と維持管理費の削減のために建設当時の台数の半分近くが解体の上埋められた。さらに近鉄の観客動員も初年度以外は伸び悩み、コンサートの利用数も振るわずと赤字が続き、大阪市のドーム建設計画の甘さが露呈、大阪市の税金の無駄遣いの典型と批判された。

### 体制の転換
経営破綻が危ぶまれていた最中の2004年6月、近鉄がオリックス・ブルーウェーブとの球団合併計画を発表し、ドーム経営の先行きはさらに不透明となっていく。結局2004年11月に大阪シティドームは特定調停を申請、事実上の経営破綻に陥った。
合併したオリックスは大阪ドームを本拠地に選択し、初年度は旧オリックスの本拠地であるスカイマークスタジアム（現：ほっともっとフィールド神戸）と主催試合をほぼ半数に振り分け（大阪：34試合、神戸：32試合）、最終的には神戸での試合数を削減する方針であった（大阪ドームでの主催公式戦、当初案は2006年：42試合→2007年：54試合→2008年：60試合）。またこれに伴ってオリックスと阪神の保護地域は2007年までの3シーズンの間、大阪府と兵庫県の2府県とする暫定措置が採られた（ダブルフランチャイズ制）。
2005年10月、大阪シティドームはさらなる負担を避けようとする大阪市の求めに応じて特定調停を取り下げ、会社更生法の適用を申請した。その後のドームの運営体制が不確定な事態となった影響から、オリックスは2006年シーズンの専用球場の登録をスカイマークスタジアムに変更し、主催公式戦を半数ずつ開催する措置を採った。
2006年4月、オリックス（直接はオリックス子会社のオリックス・リアルエステート、現在のオリックス不動産）が大阪ドームの施設買収と大阪シティドーム社の株式取得に乗り出し、6月になって5から10年後に大阪市へ寄付することを視野に入れてシティドーム社から施設を90億円で買収、シティドーム社を100%減資した上で新たな募集株式をオリックスが取得した（詳細は大阪シティドーム参照）。これを受けてオリックスは2007年、再びドームを専用球場として登録。同年はオリックス主催公式戦のうち48試合が大阪で開催された。2008年に前述の暫定措置が延長されなかったものの、オリックスは本拠地の一本化を取りやめて試合数は2007年のままとした。この件とは別に施設命名権の売却が行われ、2006年7月から「京セラドーム大阪」を名乗ることとなった（後述）。

### 周辺の再開発
施設買収後、オリックスは積極的に施設の改修を行っている。広告やイベント貸出日の増加、固定資産税（家屋のみ）全額免除など大阪市の支援もあり、シティドーム社の経営は黒字でドームの寄付も先延ばしとなっている。
一方で周囲は再開発が進み、新たな商業施設が続々と設立されている。Padouは阪神なんば線ドーム前駅の建設工事の作業拠点とするため、2007年に解体された。跡地にはイオンを誘致する計画があったもののしばらくは更地のままであったが「イオンモール大阪ドームシティ」として2013年5月31日にオープンした。またドーム西隣にも大和ハウス工業による健康、スポーツ関連の複合商業施設「フォレオ大阪ドームシティ」と病院が開業、ドーム南隣にはホームセンター「スーパービバホーム」が開業した。
2015年1月30日、京セラドーム大阪の周辺にあった大阪ガス施設が再開発され、大阪ガスの展示、イベント施設「ハグミュージアム」が開館した。

## 施設命名権

### 施設命名権による名称
- 京セラドーム大阪（2006年7月1日 - ）

京セラ傘下の京セラドキュメントソリューションズは、2003年4月から大阪ドームの場内に広告を掲出している。このことから2006年1月中旬頃、大阪シティドームが京セラに施設命名権（ネーミングライツ）の売却を打診したところ、京セラ側がこれに応じ、大阪シティドームと京セラは同年3月2日付で命名権契約に基本合意し、同年4月1日付で呼称を「京セラドーム大阪」に変更することが決定した。当初、京セラ側は呼称を単に「京セラドーム」とする意向であったが、地元商店街や周辺住民などから「大阪の名を残してほしい」と請願があったことなどに鑑みて「大阪」の名が残ることになった。しかし大阪シティドームは当時会社更生法による更生手続きの最中であり、経営再建に向けた手続きの絡みなどもあって、正式な契約書の締結が遅れたため、実際の呼称変更は予定より3ヶ月遅れの7月1日までずれ込んだ。なお契約期間は2011年3月31日までの5年間。契約金額は非公表だが、年額数億円と推定されている。
なお、京セラは当時の大阪シティドームの経営再建問題には一切関与していない。
大阪シティドームと京セラは、1回目の契約満了を前にした2011年1月11日に、同年4月1日から2014年3月31日までの3年を対象に命名権契約を更新したことを公表。さらに京セラは、2013年12月11日に、2014年4月1日から2017年3月31日までの3年間にわたる命名権契約の締結で大阪シティドームと合意したことを発表した。ただし、上記の契約ではいずれも、契約金額を明らかにしていない。なお京セラでは、命名権契約を2度更新したことへの狙いについて、「ドームには来場者が多く、企業イメージの向上を図ることができる」とのコメントを出している。2017年4月以降も継続して名称を使用しているが、契約更新に関する発表はされていない。

## 施設
基本構造は横浜スタジアムやみずほPayPayドーム福岡のような円形球場であるが、可動席は外野スタンドと外野フェンスを分割することによって独自の方式を採用している。

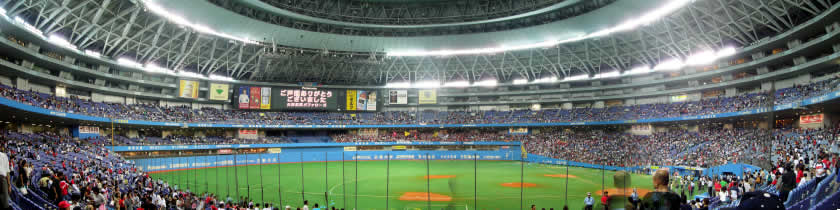
三塁側から見たドーム内（2004年9月24日の大阪近鉄バファローズ球団最終公式戦）

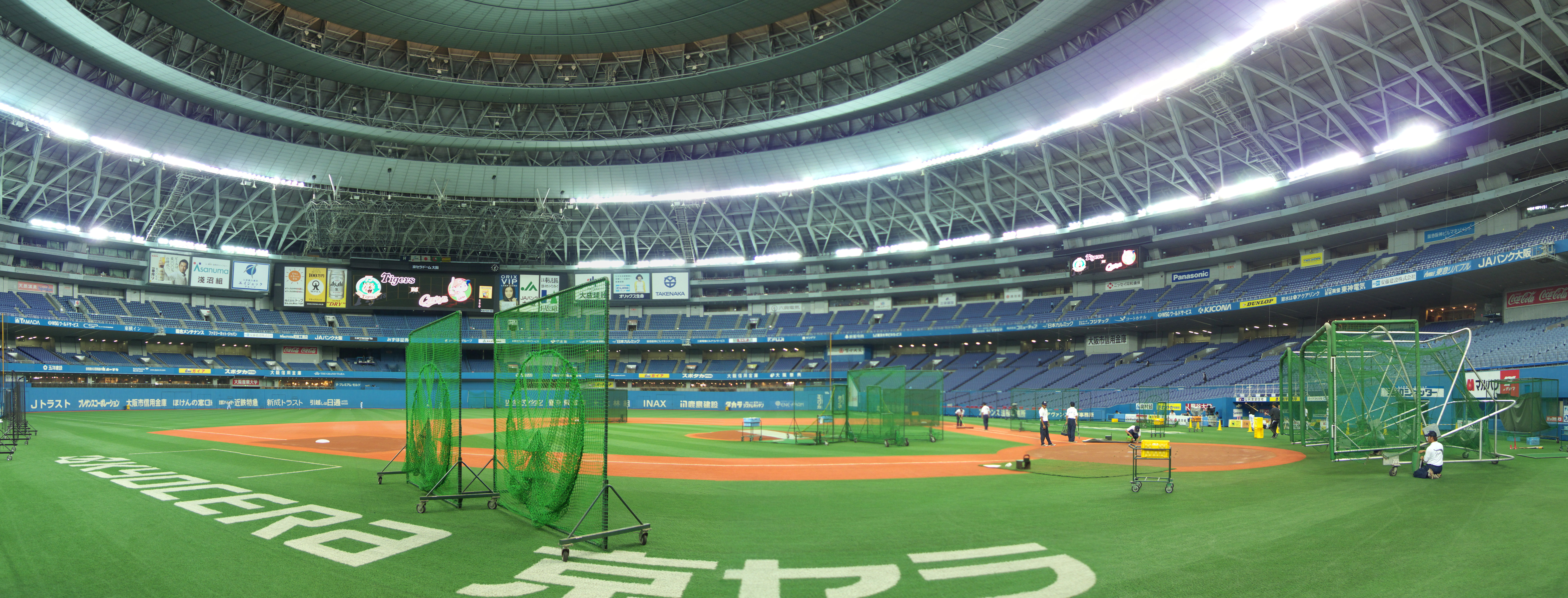
グラウンドレベルから見たドーム内（2010年9月）

### 施設データ
- 所在地：大阪府大阪市西区千代崎三丁目中2番1号
- 構造：地下1階（駐車場）、地上9階
- 総工費：696億円[9]
- 高さ：83 m
- 建築面積：33,800 m2
- 延床面積：156,409 m2
- 天井高：36 – 72 m（現在は60mで固定）
- アリーナ面積：13,200 m2
- コンコース一周距離：約600 m
- 収容人数
  - 最大収容人数：45,000人（アリーナ面を含む）
  - プロ野球開催時観戦最大席数：36,220席（2019年より）
- フィールドデータ：野球専用人工芝（ミズノ社製 MS Craft Baseball Turf[10]、ミズノ社・積水樹脂社の共同開発）両翼100 m、中堅122 m、左右中間116m
- スタンド：内外野2層式
- 電光掲示板：4基（広告専用のものを除く）
  - メインビジョン（メインスコアボード）：縦8.7m×横34.0m（パナソニック製・アストロビジョン）
  - サブスコアボード：縦2.6m×横14.9m（バックネット後方内野9階部分）
  - サイドビジョン（2基）：映像部縦4.0m×横14.4m+文字部縦0.9m×横20m（一塁側、三塁側のそれぞれ内野7、8階部分）

現在の1試合あたりの球場使用料は不明だが、かつての本拠地球団である大阪近鉄バファローズは年間使用料として管理費込みで11億円を支払っていた。この高額な年間使用料が当時の近鉄球団の経営に致命傷を負わせたともいわれる。

### 各階
地下1階
駐車場、エントランス、多目的ヤード、荷捌場などがある。
1階
アリーナ、グラウンド、関係者用スペース。
2階：スタジアムモール（旧：グリンドムモール）
入場無料のショッピングモールとなっており、バファローズオフィシャルショップ「Bs SHOP」もここに所在する。ただし、開業当初の店舗が撤退して空いたままのスペースも多い。飲食店を中心に残っている店舗もあるが、ランチタイムのみの営業やイベント開催日のみの営業となっているものが多い。開業前(1995年)から営業していたマクドナルドも2022年12月15日に契約満了のため閉店している。なおファーストフード以外の飲食店4店はアリーナが見えるテラス席を持っている（試合開催時は要チケット）。9階「スカイホール」直通エレベーターやコンサートを実施したアーティストの手形コレクションなどもある。
2014年3月4日からは、手形コレクションの展示スペース付近に、（前身球団からの）オリックス・バファローズの歴史に関する展示スペース「B's SQUARE」をオープン。同球団主催試合の開催日のみ、試合開始予定時刻の3時間前から試合終了30分後まで開放している。また、同スペースのオープンを機に、フロアの掲示を大きな文字と判別しやすい配色に一新した。
3階
場外に施設の外周を一周する歩行者専用のデッキが設けられており、場内コンコースへの入場ゲート、9階「スカイホール」直通エスカレーター、ビスタルームへの入り口などがある。デッキはイオンモール大阪ドームシティの2階と直結しており、雨天時はドーム前駅・ドーム前千代崎駅からイオンモール店内を通り抜ければほぼ傘を差さずにドームへと辿り着ける（イベントによっては閉鎖などの処置がある）。場内コンコースには観客向けの飲食売店と、下段スタンドとアリーナ（野球時は閉鎖）への入場口がある。入場ゲートは1ゲートから14ゲートまであり、開催内容により使用ゲートが異なる。入場ゲートには大小があり、5ゲートの様に使用頻度の低い小さなゲートもある。大多数の来場者が使用する東口から来場すると4、6ゲートが最寄である。4ゲートは隣接する3ゲートと、6ゲートは隣接する7ゲートと一体として使用されることも多い。
プロ野球試合開催日の開場後には、2階へ通じるエスカレーター前で待機するスタッフに当該試合のチケットを提示すれば、そのエスカレーターでコンコースと「スタジアムモール」を往復することが可能である。2階へ降りる際には、チケットを提示すると、スタッフが再入場の識別を目的に（特殊な青色光にのみ反応する）透明なスタンプを手の甲に押下。2階から3階へ戻る際には、チケットの再提示、手荷物検査への協力、スタンプによる確認を求められる。
4階
下段スタンドの最上段であり、アリーナが見えるコンコースと車イス席になっているが、バックネット裏付近は「オープンデッキ」と称される飲食エリアになっており、オリックスの主催試合ではバックネットエリアの観客に対して開放している（阪神も使用実績あり）。開業当初はグリンドムモールの施設であるレストラン「DOME GRILL」で、スタンドとは区切られており試合のない日も営業していた。その後2010年までは「アリーナビューシート」という食事付き年間指定席とされていた。
5階
一周できる場内コンコースがあり観客向けの飲食売店と上段スタンドへの入場口がある。
6階、7階、8階
ビスタルームと呼ばれるバルコニー席付き特別観覧席で、企業向けに販売が行われ入り口も別に設けられている。6階のバックネット裏は報道関係者・記者席と実況ブースとなる（大部分はスタンド内に位置）。
6階の実況ブースは他球場と比べると高い位置にあるため、裸眼では球種などを判別することが困難であることから、多くはモニターを見ながら実況する形となっている。
一塁側から、毎日放送(ラジオ)、ラジオ大阪、テレビ用放送室①、テレビ用放送室②、朝日放送（ラジオ）、NHK、ラジオ放送室(予備)の配置。
9階
かつては「フェスタモール」と呼ばれ、アミューズメントパーク「シムランドQ」やビアレストランがテナントとして出店していたが、全て撤退。現在は多目的スペース「スカイホール」として展示会などに利用されている。

### スタンド
スタンドは真円形となっており、全ての座席が球場の中心点、二塁ベースのやや後方に向いている。通常の円形球場ではドーナツ形の固定スタンド内側に弓形あるいは三日月形の可動スタンドを備えているが、当ドームでは固定スタンドの外野スタンド前部が削られた形となっており、フェンスが別になっている。ドーナツ形固定スタンドの内径は他より小さく、可動席はやや小さくなっている。可動スタンドは弓形の形状で内野側と外野側の2つに分かれており、外野側のみがずれると3階コンコースに通じる階段への入り口が現れる仕組みとなっており、アリーナが観客に開放されるイベント時に使われる。ファウルポール付近にも小さな可動スタンドがあり、センター方向へ移動させてその間に仮設スタンドを設置することができる。外野スタンドの最前列にはそれに使用するための扉が設置されている。可動スタンドはそれぞれ2本のレールの上を動く仕組みとなっている。元々は弓形の可動席内野側も外野側へ移動させてサッカーのフィールドが設置できるようになっているが実施されたことはない。アメリカンフットボールの場合は野球場の配置のままでもフィールドが設置できるため、そのままで行われている。
野球場として使用する場合、スコアボード直下（センター）の座席はバックスクリーンの役割とするため立ち入り禁止となるが、開設当初はその部分を黒のシートで覆っていた。現在は他の座席（水色）とは区分けするため座席を濃い青色に塗り直している。また上段席（5階席）は使用されないイベントでは閉鎖される。
野球場としてはスタンドが高くなり死角が多くなるのが円形球場の特徴であるが、独特のスタンド配置により当ドームは特にその欠点が目立つようになっている。また外野ファウルゾーンが狭いことも影響してファウルポール際が見えない席が多くなっている。自分の席に近い塀際の死角の範囲が広く、バックネットに近い内野席ではホームベースが、一塁（三塁）側内野席では一塁（三塁）ベースが見えにくい座席がある。また外野席は下段ではメインスコアボードが見えない上に上段の圧迫感が強く、上段では開放感はあるが外野フェンス際が見えない。
同じく円形2層式のスタンドを持つナゴヤドームと比較すると、上段席の最前列が球場中心部に近く、スタンドの傾斜がきつい。外野席は下段最前列でも高い位置にあり、上段最前列が下段最前列の真上にあるため死角の範囲がより広くなっている。なおファウルポール際に関しては、内野席の外野側をバッテリー間方向に向け、外野側のファウルゾーンを狭くする近年の球場ではどこでも見えにくくなっている。なおサイドビジョンはメインスコアボードが見えない外野席の正面になるように設置されている。
座席はバックネット裏が水色でやや大型なものが配置され、他の内野席が青色の背もたれあり、外野席が青色の背もたれなしとなっていたが、2011年からバックネット裏中央の前列が160席のソファーシートに変更されている。オリックス主催試合では「エクセレントシート」と称される年間指定席となっている。
開場当初はバックネットが吊り下げ式、内野下段席最前列の防球ネットが支柱式で、イベント時などには取り外していた。2009年からバックネットを東洋紡のダイニーマ（現：イザナス）製で取り外し時には天井へ収納されるものに変更し、さらに内野下段席最前列の防球ネットも2010年から支柱の無い吊り下げ式に変更された（天井への収納機能無し）。
スタンド内には2つのホームランの着弾点に記念するものが残されている。1つ目は鈴木貴久の公式戦初ホームランでレフト下段に記念プレートが設置されている。2つ目はタフィ・ローズのシーズン55号ホームランで一塁側内野席の座席の一つがバラ色のものに取り替えられており、ボールの形も刻まれている。
空席が目立つのを逆手に取った営業策として、混雑が予想される試合を除いたバファローズ公式戦で外野側の上段内野席が閉鎖され、横断幕形式の広告スペースとなっている。3塁側は2010年4月13日から3年間、通信販売業「ワンステップ」が運営する通販サイト「KILAT」の広告が出される。サイズは全長横100m、幅12m（座席2000席分）と屋外を含めた球場の広告物としては国内最大のサイズで、2013年以降も、広告契約の更新によって掲示を継続。2013年からは、3塁外野寄りのビスタルームの利用を停止した上で、広告掲示スペースに充てている。1塁側については、一時CNプレイガイドの広告が出ていたが、広告契約の有無については非公表。広告主の募集期間中には、監督と主力選手の写真を並べた幕や、バファローズの球団スローガンを大きく記したイラストの幕を掲示している。ただし、1塁側内野席の混雑状況が球団の予測を上回った場合には、球団の判断で開場後に広告幕を撤去することがある。広告掲示は2015年まで継続され、2016年以降は掲示していない。
バルコニー席は外野2階と内野6・7・8階にある。2階はレストラン、6・7・8階は特別観覧席のものとなっている。2階には防球ネットが張られているが、2012年に入れ替わったライト側の1店舗はネットを設置していない。

#### フィールドシート
2010年3月20日のパシフィックリーグ開幕戦・オリックス対楽天戦から、プロ野球の試合日にのみ、可動席の内側にフィールドシートを仮設している。ただし、可動席の移動の障害になるため、イベントでアリーナを使用する場合には取り外す。また社会人野球日本選手権大会などのアマチュア野球の試合でも使用されておらず、前後の使用状況によってシートが設置されているかは異なる。
フィールドシートでは、1・3塁側とも、ホームベースに近いゾーン (A) と外野スタンドに近いゾーン (B) に区別。ゾーンAでは、旅客機のファーストクラスと同じ材質の座席と、座席単位で専用テーブルを設けている関係でゾーンBより料金を高く設定している。また、いずれのシートにも、グラウンドと接する面には下部にラバーフェンスしか設けていない。このため、試合中には観客に対して、付属のヘルメットの着用を義務付けている。
その一方で、オリックス主催試合開催日の試合前に有料で2-3回実施している「ドームツアー」には、一塁側のフィールドシートから1時間にわたって同球団の練習の模様を観覧できるプランを用意。シートで試合を観戦できなくても、ツアースタッフの同行・ヘルメットの着用を条件に、シートへ座ったりゾーン内で写真を撮影したりすることが認められている。
なお、フィールドシートには、スポンサー契約による命名権を設定。2010年から3年間は、アヴァンス法務事務所が命名権を取得していた関係で、「アヴァンスシート」と名付けられた。2013年には、「モバプロ」（オンラインでの無料プロ野球シミュレーションゲーム）を運営するモブキャストと契約を結んだことから、「モバプロシート」に改称。大阪商業大学（大商大）OBの谷佳知が8年振りにオリックスへ復帰した2014年には、同大学を運営する谷岡学園が命名権を取得したことから、「大商大シート」という名称で運用する。命名権の契約期間中でも、他球団の主催試合では「フィールドシート」と称することがある。

### フィールド
両翼100m、中堅122mの国際規格となっている。外野席最前列は8m程の高さにあるが、外野フェンスは少し内側で別になっており高さは4.2mとなっている。ファウルゾーンは円形球場としては狭く、フィールドシートの設置によって外野側のファウルゾーンはさらに狭くなっており、アメリカの流れをいち早く採り入れたといえる。
フィールドは全面人工芝で、開場当初は巻き取り式のショートパイル人工芝だったが、2003年以降は固定式のロングパイル人工芝となっており、同年にアストロ社製の「アストロプレイ-B」に張り替え、2011年にアストロ社製の「アストロピッチSL-KDV」に張り替え、2018年にミズノ社と積水樹脂社が共同開発した野球専用人工芝「MS Craft Baseball Turf」に張り替えている。また、当初は全面芝色にしていたが、2007年以降はダイヤモンドとグラスラインの間および塁間をアンツーカー色にしている。
フェンスは2012年のシーズン開幕前に改修し、選手の安全確保を目的として「ソフトラバーフェンス」と呼ばれるクッション性の高いフェンスを採用するとともに、これまで15年間使ってきた水色から濃い紺色（オリックス・バファローズのチームカラー）に変更した。さらに翌年には水色を残していたスタンド上部のフェンスも同色に塗り替えた。

### スコアボード
開場当初はメインとサブの、2台の全面LED式ビジョンのスコアボードを設置した。
2008年にビジョンが拡張・リニューアルされ、幅約34メートル、高さ約8・5メートルのサイズとなった。さらに、ライト側、レフト側応援団からは真正面に近い位置にあるビスタルーム部分に、新たにサブビジョンが2台設置された。また場内撮影用のテレビカメラがハイビジョンカメラとなった。
スコアボードの表示方法の変遷は以下の通りである。
- 2007年

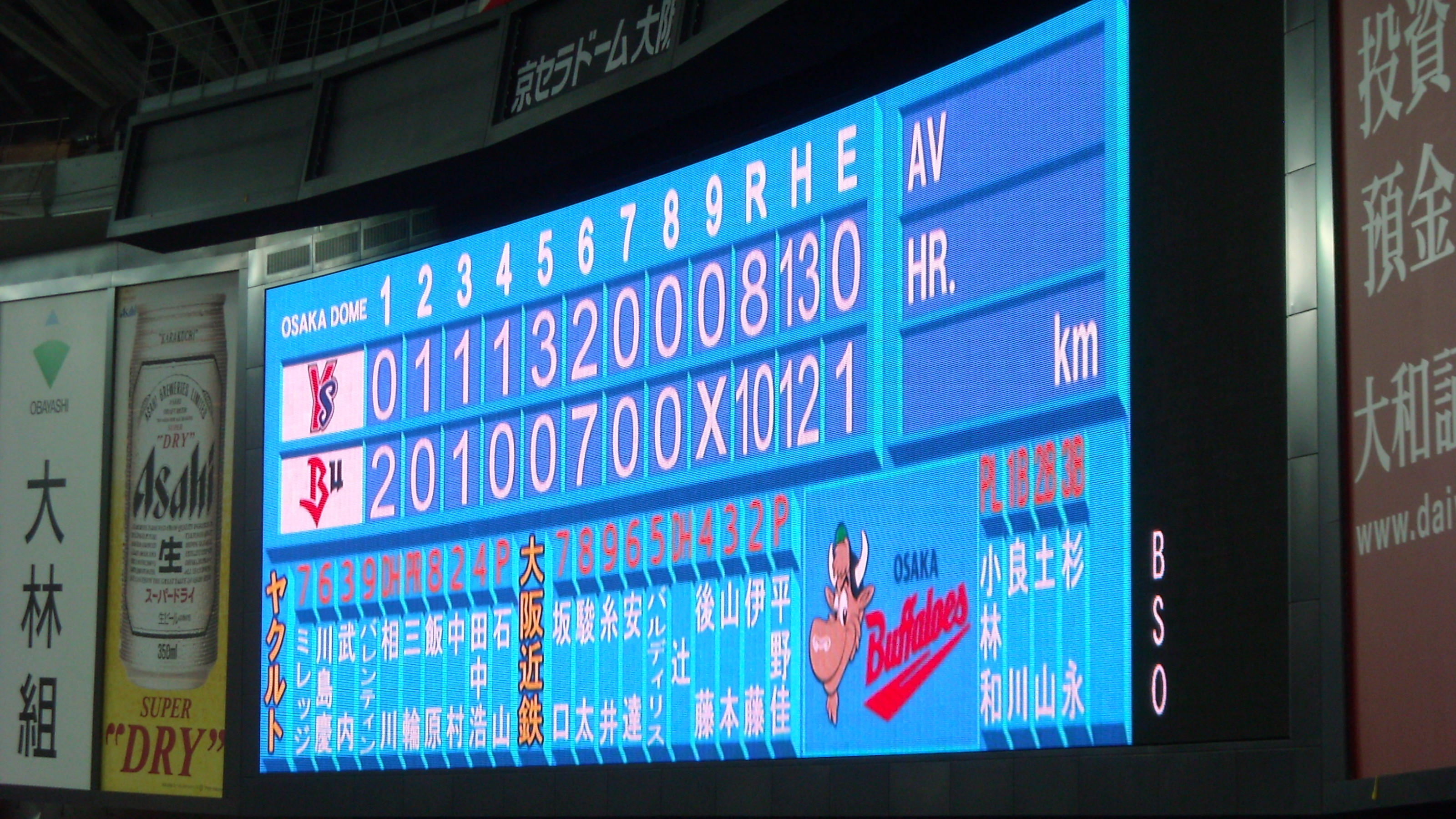
2013年6月16日の「Legend Of Bs」で2007年までのメインスコアボードが復刻された（フォントはArialが用いられている）

  - メインスコアボードは上段に9イニングスまでのスコア（10回以降は一旦表示をクリアした上で1回のところから書き直す）と打席に立っている選手の個人成績（打率、ホームラン）を表示。得点が入ると、その部分が回転する。イニングス表示は上部にあった。スコア表示の下段、縦書き、横スクロールで出場選手、審判団の表示。映像は個人成績や審判団の部分に表示していた。時計とボールカウンターはスコアボードの右隣に設置されていた。
  - サブスコアボードは主に9イニングスまでのスコアを表示し、オーダーを選手交代時だけでなく打順が変わった時も頻繁に表示させていた。晩年は時計とボールカウンターの間に、「TWO DOWN」の広告があった。
- 2008年
  - 時計とボールカウンターの部分もビジョンに変更され、映像で表示。スコアは右半分に縮小し、従来通り9回まで表示。イニングス表示は明治神宮野球場と同じようにスコアの中央部に表示。スコア表示下（右側中段）には打席に立っている選手の個人成績とともに投手の個人成績と投球数（総投球数、ストライク、ボール）も表示し、さらにその下に京セラドームの表記、審判、球速、判定 (H、E、Fc) を表示。映像はボード左端で、スコア表示との中間に選手名表示を横書き・縦スクロールで表記し、ポジション表記は数字から英語略称（P、SSなど）に変更。プロ野球開催時のみ攻守交代時や投手交代時に表示される、タイムカウンターの表示は時計の上にデジタル表示で被せる形となった。右端中央には、以前と同様、「TWO DOWN」の広告(2011年頃まで)があった。
  - サブスコアボードは映像も表示されるようになった。オーダー表示切替は試合開始前や選手交代時のみに限定された。
  - サイドビジョン文字部には選手の経歴などを表示、映像部には広告や選手の顔写真などを表示。
- 2008年後期
  - スコア表示が見えづらかったためイニングス表示を上部へ移し打者、投手の成績表示部分まで上下を拡大。ビジター側の選手名表示を左端へ、映像部分をその分だけ中央に移動させその下部に打者、投手の成績表示を行うようにした。ポジション表記も数字へ戻している。この変更は当初オリックス主催試合のみであったが、阪神主催試合でも遅れてこの表記に変更された。ただし、アマチュアの試合ではイニングス表示を中央部とするものが使用されることもある。
- 2010年
  - 時計をスコアボードの上（位置は右端）に新設し、メインスコアボードでの時計表示を廃止した。スコアボードで時計を表示していた部分は、プロ野球開催時のみ表示される攻守交代時のタイムカウンターのみの表示となった。
- 2011年
  - 国際大会の慣習に合わせて、ボールカウンターの表示を『SBO』から『BSO』に変更。バックネット裏下段部分にあったボールカウンターは撤去。
- 2020年
  - ビジョン設備を更新し、オープン戦・交流戦・日本シリーズでのセ・リーグ球団との対戦を含むオリックス主催ゲーム時のメインスコアボードでの表示を一新。よりカラフルな表示となった[20]。今までオリックス主催試合時はオリックスのスタメン発表時を除き、演出時はボールカウンター及びタイムカウンター以外をフル表示していたが、全てのフル画面演出が全画面表示となった。なお、阪神タイガース・読売ジャイアンツ・福岡ソフトバンクホークス主催試合（阪神主催は対オリックス戦も含む）や野球日本代表の国際試合（選手名が英語・ローマ字表記）、社会人日本選手権などのアマチュア野球では従来通りのデザインを継続しているが、数字などのフォントは新表示に準じたものに変更された。
- 2023年
  - メインスコアボードの左右にあった広告枠部分にウイングビジョン（左右共通で幅約15メートル、高さ約8.6メートル）を新設し、メインビジョンは3面ビジョンとなりサイズが約2倍に拡大した。なお、ビジョン化された旧広告枠部分は、通常時は従来と同様に縦長の広告を3つ並列して表示する[21][19][22]。

メインビジョンはハイビジョン映像（16:9の画面）2画面同時表現可能である。なお、場内撮影用カメラで撮影された映像は、4:3画面時もハイビジョン画質の映像（16:9映像の両端をサイドカットした映像）である。サイドビジョンの映像部はハイビジョン映像（16:9の画面）の2画面同時表現が可能である。映像部と別に、上部に文字表示部があり固定文字、流し文字などの表現や図形の組み合わせ表示が可能であり、リボンビジョンとほぼ同じ用途で使われている。ビジョンはパナソニック製であり広告も入っていたが、パナソニックの製造撤退などもあり消されている。現在は映像送出を担当しているソニービジネスソリューションの広告がサブスコアボード両脇に存在する。

### 屋根、天井
屋根は周回部分が「スカイホール」に当たり、波打った独特の形状をしている。中央部の直径76mの部分はポリカーボネートになっており、自然光を取り入れることが可能になっている。屋根の最高部は地上からの高さ83mとなっている。
天井の中央部には「スーパーリング」と呼ばれる反響板と遮光板を兼ねたものが吊り下げられている。外側の6つのリング状のものと中央の1つの皿状のものからなり、一番外側のものは固定され他の6つのものが上下する仕組みとなっている。内側に向かって下る傾斜がつけられており、全て上に引き上げられた場合はその隙間から自然光を取り入れることができる。この時のグラウンドからの天井高は72mとなる。内側から4枚目のリングに合わせて内側3枚のリングを下げれば光を漏らさない状態となり、この時の天井高は60mである。固定式の外側のリングの高さに全ての高さを揃えれば自然光を取り入れつつ空白感を軽減する展示会モードとなる。外側のリングに合わせて6枚のリングの端をそろえるように下げていくと天井高が36mとなり、残響時間を減らすことができる。このシステムは音響の面からアーティストに好評であった。
しかし、このシステムの制御装置の電子部品が製造中止となり、万が一故障した場合修理に多大な時間と費用が掛かることになること、天井が低い位置で停止した場合には野球開催に、高い位置で停止した場合は昼間のコンサート開催に支障が出るために、2004年8月頃から高さ60mの位置で固定してこのシステムは使用していない。ただし、中央のものにはスピーカーが備えられていることもあり、現在も補修・取替えのために地表面まで降ろすことがある。
中央部からバックスクリーン方向にかけては「グリッドトラス」と呼称される鉄骨を吊り下げることができる。下面にはフックがつけられており、ウインチなどを介して照明やスピーカーなど用のバトンを吊り下げることができる。ただし、規模が小さい、他のドームには同等のシステムが無いなどの理由で単発コンサートでの利用が多い。未使用時はバックスクリーンの上部辺りの天井に収納されており、取り付け位置を変更する際はグラウンドを転がす。そのため方向固定式のタイヤがつけられている。フックはスーパーリングにも設けられているが現在では固定されたために使用できない。
開業当初は天井高を36mまで下げた状態でスーパーリングに「ウォールカーテン」と呼ばれる仕切り幕を吊り下げ、ドーム内を二分した状態でコンサートを行う想定もあった。

### 場内でのAMラジオ再送信
場内で在阪のAMラジオ放送がFM電波を使用して再送信されており、FM放送を受信できる機器の周波数を下記に合わせることで聴取可能だった。大阪近鉄バファローズが本拠地としていた時には、ファンを対象とした冊子に掲載されていたが、オリックス・バファローズが本拠地としている現在は、冊子に掲載されていない。
攻守交代の間にスコアボードに表示されることがあった。周波数は以下の通り。
1. NHK大阪 77.5MHz
2. ABCラジオ 81.5MHz
3. MBSラジオ 84.5MHz
4. ラジオ大阪 89.0MHz

現在は全てのビジョンにおいて表示されていない。ただし、阪神が主催ゲームを行う場合には、ビジョンで案内されている。

### ドームツアー
試合開催日の「練習見学ツアー」と、非イベント開催日の「ドームツアー」が開催されている。グラウンド・ベンチ・ブルペン、練習風景等を見学する事が出来る。

### 広告
本塁後方には上下2ヶ所にフルカラーLED広告板が設けられている。開場当初は従来の広告板であり、2010年までは回転式広告板であった。2011年にはセンターバックスクリーンの2階部分にもLEDによる広告看板を設置した。

## 周辺地域の振動問題
大阪ドームのある千代崎三丁目は、もともと寺島（千代崎一丁目・千代崎二丁目方面）と勘助島（大正区方面）に挟まれた川とも芦原ともつかないような場所で、1757年（宝暦7年）に前田屋新田、1773年（安永2年）に岩崎新田が開墾されて漸次陸地化した経緯を持っており、地盤は軟弱である。加えて、1952年（昭和27年）に尻無川の上流区間が埋め立てられたが、大阪ドームはその埋め立てられた川跡にまたがって立地している。
かつてGLAYなどの縦ノリが行われるコンサートを開催した際、ドーム周辺の住宅地において震度1～3程度の揺れを感じることがあったため、縦ノリを行うコンサートには使用を規制している。縦ノリを行わないコンサートでも、ジャンプ等は行わないよう、公演前に必ず観客に向けて念入りに注意を呼びかけており、観客席への通路にはその他の禁止行為を示す絵と文章が書かれている（野球でのジャンプ応援も同様に禁止される）。この縦ノリ問題が大きく取り上げられるようになったのは、2003年末頃からである。
GLAYは2005年に5大ドームツアー（札幌・東京・名古屋・大阪・福岡）を計画していたが、大阪ドームについてはこの縦ノリ騒動が発端となり、最後まで交渉を重ねたものの結局は決裂し、その代替会場としてインテックス大阪でライブを開催した経緯がある。このため、集客力の劣る同会場での開催が決定した後、GLAYは大阪公演だけは4日間と他会場より公演数を多めに設定し、かつ各日それぞれ違った構成でライブを開催した。
また、地元・大阪出身の歌手である矢井田瞳も2001年と2002年の大晦日にカウントダウンライブを行ったが、2004年については大晦日ではなく12月18日に開催し、ライブも夜9時までに終わらせるようにした。また、この年の公演は“地震”対策として、グラウンド部分に設置するアリーナ席を大幅に減らし、縦ノリしにくい選曲でライブが構成されるまでに至った。さらに、このライブをもって矢井田は、今後ドーム公演を行わない方針を明かした。ただし、この件に関して矢井田本人のコメントによると、大阪ドームの縦ノリが原因ではなく、観客とよりダイレクトな空間でライブを行いたいために以前から決意していたことであり、大阪ドームでの縦ノリとは無関係であるとしている。
UVERworldは、2014年に開催したライブでジャンピング行為を煽ってファンがジャンプする行為を行った結果、京セラドーム大阪を出入り禁止となったことを2015年10月6日に行われたライブのMCで公表している。

## 天井に関する特別グラウンドルール
ドーム球場の天井に当たった打球の扱いは、公認野球規則で統一的なルールはなく、基本的に各球場における「特別グラウンドルール」に従うことになっている。そのため、京セラドームには天井にある円形の構造物「スーパーリング」に打球が挟まった場合の取り扱いなど特殊なグラウンドルールがある。ルールは以下の通り
- 打球がフェア地域、ファウル地域の区別なくプレイングフィールド上の天井もしくはスーパーリング（外周照明含まず）に当たった場合、またはスーパーリングの内側に入り直ぐに落ちてきた場合はボールインプレイで、地上に落ちる前に野手が捕球すれば打者アウトになる。
- 打球がフェア地域内にあるスーパーリングの内側に入り落下しない場合はボールデッドとして、打者及び走者には投球当時を基準にして二個の安全進塁権が与えられる。
- 打球がフェア地域上にある一番外側のスーパーリングに当たった場合、および中堅のフェンス上の天井にある懸垂物に当たった場合は本塁打とする。
- 打球がフェア地域上にある一番外側のスーパーリングと次のスーパーリングの間に当たった場合は、本塁打とする。

## 開催イベント

### 野球

#### プロ野球
レギュラーシーズン以外のもの
- オールスターゲーム
  - 1997年（近鉄主管扱い）
  - 2003年（近鉄主管扱いとして最後の試合だったが、パ・リーグチーム先攻として行った）
  - 2008年（以下はオリックス主管扱い）
  - 2012年
  - 2018年
  - 2025年

※すべて第1戦
- クライマックスシリーズ
  - 2008年セファーストステージ　阪神タイガース対中日ドラゴンズ戦（甲子園球場改修工事のため阪神主管で使用）
  - 2008年パファーストステージ　オリックス・バファローズ（以下主管チーム同文）対北海道日本ハムファイターズ戦
  - 2014年パファーストステージ　対北海道日本ハムファイターズ戦
  - 2021年パファイナルステージ　対千葉ロッテマリーンズ戦
  - 2022年パファイナルステージ　対福岡ソフトバンクホークス戦
  - 2023年パファイナルステージ　対千葉ロッテマリーンズ戦
- 日本シリーズ
  - 2001年　大阪近鉄バファローズ対ヤクルトスワローズ戦（近鉄主管の第1・2戦）
  - 2020年　読売ジャイアンツ対福岡ソフトバンクホークス戦（巨人主管の第1・2戦[注 5]）
  - 2021年　オリックス・バファローズ対東京ヤクルトスワローズ戦（オリックス主管の第1・2戦[注 6]）
  - 2022年　対戦組み合わせ同上（オリックス主管の第3・4・5戦）
  - 2023年　オリックス・バファローズ対阪神タイガース戦（オリックス主管の第1・2・6・7戦）

#### ナショナルチーム
- 2017 ワールド・ベースボール・クラシック B組 公式練習試合（2017年）
- 2023 ワールド・ベースボール・クラシック 強化試合(日本・韓国vs阪神・オリックス）（2023年）
- カーネクスト 侍ジャパンシリーズ2024　日本 vs 欧州代表
- ラグザス 侍ジャパンシリーズ2025　日本 vs オランダ

#### 日米野球
- 1998年
- 2000年
- 2002年
- 2006年
- 2014年

#### アマチュア野球
- 全国高等学校野球選手権大阪大会（開場・第79回大会 - 現在、開会式とその直後の2試合のみ）
- 社会人野球日本選手権大会（開場・第24回大会 - 現在、2011年・2020年は中止）

2009年までは1回戦から決勝までのすべての試合を開催した。
2010年のみ、「第1ステージ」（1回戦）は京セラドーム以外の全国4球場に分散して開催し、京セラドームでは2回戦以後の「決勝ステージ」の会場となった。2011年は次の詳述のとおり単独開催は中止、2012年から再び京セラドーム1箇所を基本とするが、2021年は日程の関係で1回戦はほっともっとフィールド神戸で開催された。
- 都市対抗野球大会（2011年）

本来は8月に東京ドームで行うとされていたが、東北地方太平洋沖地震による大津波を起因とする福島第一原子力発電所事故による節電のため開催を延期し、会場を当球場に移し、本大会としては初めて関東地方（過去神宮、後楽園の開催あり）以外で開催することを決めた。
- 野球博 in Japan（2000年）
- 全国軟式野球統一王座決定戦・ジャパンカップ（ストロングリーグ主催）（2004年 - 現在）
- 京セラドーム大阪杯（ストロングリーグ主催）（2005年 - 現在）

#### 阪神主催試合
阪神タイガースは親会社の阪神電気鉄道が旧運営会社（第三セクター）に出資した経緯があり、本拠地の阪神甲子園球場に近いことや西大阪線の延伸予定地（現：阪神なんば線）に近かったことから開場以来、地方開催扱いで主催試合を行っている。ただし、対戦相手が読売ジャイアンツとの試合は開催されていない。
当初は梅雨の時期と全国高等学校野球選手権大会の時期に1カードずつであったが、2007年以降現在は、開幕直後の選抜高等学校野球大会開催期間中に1カード、8月の全国高等学校野球選手権大会開催期間中に2カード、計8ないし9試合というのが通例になっている（他の時期に1カード追加されたシーズンあり）。これにより死のロードの負担が軽減されている。
2007年から2009年の3年間のシーズンオフにかけて行われた甲子園球場の改修工事に伴い、阪神が10月以降の公式戦およびクライマックスシリーズ・日本シリーズに進出した場合に甲子園が使用できないこととなったため、スカイマークスタジアム（現：ほっともっとフィールド神戸）と共に代替球場として挙げられた。実際に2008年10月のクライマックスシリーズファーストステージの3試合が京セラドームで行われた（2008年10月の公式戦はスカイマークで開催）。2009年10月の公式戦は工期の見直し等により甲子園球場で開催された。
オープン戦での主催試合は2004年以前も年度により対近鉄戦のうち1試合を阪神主催にして行われていたが、2005年以降は連続して行われており、最終戦になることが多い。例年春分の日前後の週末に組まれており、2013年以降はその年のオープン戦最終3連戦がオリックス戦となっている。例年2戦目（土曜日）の1試合のみ阪神主催としており、ユニフォームもホームとビジターとで変えている上、スコアボードのデザインは2019年以前のものを継続使用(ただしフォント等は新表示に準拠)しているほか、場内アナウンスやスコアボード表示の演出およびグラウンド上のパフォーマンスなども甲子園球場に準じた形式に改められているものの、ベンチは入れ替えておらず3試合ともオリックスが1塁側を使用する。なお、2020年のみ1戦目が阪神主催であった（新型コロナウイルス感染拡大を受けて無観客開催）。この場合、2017年まではオリックスのラッキー7でも『SKY』が流れなかったが、2018年からは過去にヤクルト主催試合で使われていた短縮編集版が、2023年からはオリックス主催時と同一のものが流れるようになった。

#### 巨人主催試合
1997年以後ほぼ毎年、読売ジャイアンツ主催の公式戦が年1-2試合行われている。関西での巨人主催の試合はフランチャイズ制が敷かれる前は複数あったが、フランチャイズ制が確立された1952年以後では、1955年10月11日に和歌山県営向ノ芝野球場での対広島ダブルヘッダー、1950年代の大阪スタヂアムや西京極球場でのオープン戦などわずかであった。しかし大阪ドームが誕生した1997年は読売新聞大阪本社が創刊45周年となったことから、これを記念して大阪での巨人主催試合が企画された。これ以後、1999年と2001年以後の毎年（2011年・2020年は開催せず）、原則として7月中旬ないし下旬（都市対抗野球開催期間中の長期ロード）に2試合を開催している。なお、主催試合においては阪神との対戦実績はない。
2020年は巨人がリーグ優勝し日本シリーズ進出が決定したものの、本拠地の東京ドームが都市対抗野球開催期間中のため使用できない関係で大阪ドームにて代替で開催された。

#### ソフトバンク主催試合
オリックスと同じくパ・リーグに所属する福岡ソフトバンクホークスも、2023年までは「鷹の祭典」シリーズの一環として、2024年は「白のキセキ2024」の一環として、2025年は「ソフトバンクホークス誕生20周年記念イベント」の一環として試合を開催している。2014年8月18日に大阪ドームで初めての公式戦である対西武戦を開催した。ソフトバンクとしては大阪で公式戦を開催するのは初であったが、前身球団を含めたホークスの主催試合としては、大阪市を本拠地（1938年 - 1988年まで大阪府が保護地域。本拠地球場は大阪球場）としていた南海ホークス時代の1988年以来26年ぶりの開催となった。2015年以降も毎年（地方開催を行わなかった2020年は除く）1試合を大阪ドームにてオリックス以外の球団との公式戦を1試合開催している。なお、かつてはオリックスもブルーウェーブ時代の1999年6月に、福岡ドームにて1カード3試合の主催試合を行ったこともあった。

#### 女子プロ野球
2017年6月25日には、オリックスと女子プロ野球とのスペシャルコラボマッチにより、当日のオリックスの試合（デーゲーム）終了後に女子プロ野球公式戦・兵庫ディオーネ対埼玉アストライアが初めて開催された。また、翌2018年も同様の企画で、9月1日にオリックスの試合（デーゲーム）終了後に京都フローラ対埼玉アストライアの試合が行われた。

### 展示会
- Mac Fan Expo in Kansai '97（1997年12月12日・13日・14日）
- 大阪オートメッセ1998
- スーパーキャラドーム2006＆2008
- 次世代ワールドホビーフェア
- 関西けもケット
- 関西コレクション

### 格闘技
- K-1 WORLD GP（2003年・2005年開幕戦）
- K-1 PREMIUM Dynamite!!（2004年 - 2007年）
- PRIDE（GP2005・2006開幕戦）
- プロボクシング・WBC世界バンタム級タイトルマッチ「ウィラポン・ナコンルアンプロモーションVS辰吉丈一郎」（1999年8月29日）
- 新日本プロレス（1997年・1998年・2001年・2004年）

### その他
- ねんりんピック2000大阪総合開会式
- 東アジア競技大会開会式（2001年）
- 第85回ライオンズクラブ国際大会（2002年）
- 2002年ハロー!プロジェクト大運動会（2002年11月3日）
- 阪神西大阪線延伸事業（西九条駅 - 近鉄難波駅）起工式（2003年10月7日）[注 11]
- ハロー!プロジェクト スポーツフェスティバル2003（2003年11月16日）
- タケモトピアノPresents 3000人の吹奏楽（2003年 - 2023年）阪急西宮スタジアム開催から引き継ぎ2代目の開催地
- ハウスバーモントカレースペシャル キンダーフェスティバル（2003年 - 2011年）阪急西宮球場開催から引き継ぎ
- 第95回国際ロータリー年次大会（2004年）
- 立命館大学入学式（2004年 - 2011年）
- AIR-X（2005年2月26日）
- ジャパンXボウル決勝戦（2006年、2008年）
  - 関西学生アメリカンフットボール連盟も開催実績がある。
- 安藤百福（日清食品創業者）社葬（2007年）
- 史上最大のワンピースイベント!「ワンピースドームツアー」（2011年）
- 進撃の巨人×リアル脱出ゲーム ある城塞都市からの脱出大阪公演（2014年）
- 興國高等学校体育祭（2011年 - ）※毎年6月頃に開催。ジャンクSPORTSで取り上げられたこともある
- 清風中学校体育祭
- X Games（2025年予定）[38]

## コンサート
ドーム初使用順に掲載。赤色の年は開催予定であることを表す。

### 国内アーティスト
- globe（1997年[注 12]）
- シャ乱Q（1997年）
- B'z（1997年、1999年、2000年、2001年、2002年、2003年、2005年、2006年、2010年、2011年、2013年、2015年、2018年、2025年）
- 安室奈美恵（1997年、2012年、2018年）
- SMAP（1997年、1998年、1999年、2000年、2001年、2002年、2003年、2005年、2006年、2008年、2010年、2012年、2014年）
- SPEED（1998年、1999年）
- L'Arc〜en〜Ciel（1998年、2000年、2008年、2011年）
- GLAY[注 13]（1999年、2001年、2025年）
- サザンオールスターズ（1999年、2005年、2015年、2019年、2025年）
- KinKi Kids（1999年、2000年、2001年、2002年、2003年、2004年、2005年、2006年、2007年、2008年、2009年、2010年、2011年、2012年、2013年、2014年、2015年、2017年、2018年、2019年、2020年、2022年、2023年、2024年-2025年）（2025年時点での公演回数は、61回[40]）
- DREAMS COME TRUE（1999年、2007年、2011年[注 14]、2015年、2019年、2023年）
- ジャニーズJr.（2000年）
- THE YELLOW MONKEY（2001年、2020年）
- 福山雅治（2001年、2014年、2018年、2025年）
- 浜崎あゆみ（2001年）
- 矢井田瞳（2001年[注 15]、2002年[注 15]、2004年）
- 桑田佳祐[注 16]（2002年、2017年、2022年）
- タッキー&翼（2002年[注 17]）
- MISIA（2004年）
- Mr.Children（2005年、2009年、2011年[注 18]、2012年、2015年、2017年、2019年、2022年）
- SUPER EIGHT（2007年、2008年、2009年、2010年、2011年、2012年、2013年、2014年、2015年、2016年、2017年、2018年[注 19]、2019年、2023年、2025年）
- 嵐（2007年、2008年、2009年、2010年、2011年、2012年、2013年、2014年、2015年、2016年、2018年、2019年）
- KAT-TUN（2008年、2009年、2010年、2012年、2013年、2014年、2016年）
- EXILE（2008年、2011年、2013年、2015年、2018年、2019年、2020年[注 20]、2022年、2025年）
- 小田和正（2008年、2011年）
- 沢田研二（2008年）
- NEWS（2009年、2010年、2018年、2019年）
- Hey! Say! JUMP（2010年、2011年、2012年、2013年、2015年[注 21]、2017年、2018年、2019年、2023年、2025年）
- 平井堅（2010年）
- EXILE TRIBE（2012年、2014年、2016年、2021年[注 22]）
- ゆず（2012年、2017年、2019年）
- コブクロ（2013年、2014年、2015年、2016年、2017年、2018年、2019年）
- AKB48（2013年[注 23]）
- Perfume（2013年、2016年、2020年）
- Kis-My-Ft2（2013年、2014年、2015年、2016年、2018年、2019年、2022年、2024年）
- ザ・タイガース（2013年）
- UVERworld（2014年）
- 三代目 J SOUL BROTHERS from EXILE TRIBE[注 24]（2015年、2016年、2017年、2019年、2021年、2023年、2024年、2025年）
- ナオト・インティライミ（2015年）
- ももいろクローバーZ（2016年）
- BUMP OF CHICKEN（2016年、2019年、2024年）
- 氷室京介（2016年）
- EXILE ATSUSHI（2016年、2018年、2019年[注 25]）
- AAA（2016年、2017年、2018年[注 26]、2019年、2021年）
- WEST.[注 24]（2016年、2022年）
- SEKAI NO OWARI（2017年、2022年）
- 西野カナ（2017年）
- ONE OK ROCK（2018年、2023年）
- GENERATIONS from EXILE TRIBE[注 24]（2018年、2019年）
- 矢沢永吉（2018年、2022年）
- back number（2018年、2023年）
- 星野源（2019年、2025年）
- 乃木坂46（2019年[注 27]、2024年）
- Nissy（AAA 西島隆弘）（2019年、2024年、2025年）
- アイドルマスター シンデレラガールズ（2020年[注 28]）
- すとぷり（2022年）
- 虹ヶ咲学園スクールアイドル同好会（2022年）
- King & Prince（2022年、2025年）
- NiziU（2022年）
- Sexy Zone（2022年、2023年）
- SixTONES（2023年、2024年、2025年）
- Snow Man（2023年、2024年）
- Jr.EXILE（2023年）
- JO1（2023年）
- King Gnu（2024年）
- INI（2024年）
- BE：FIRST（2024年、2025年）
- YOASOBI（2024年）
- 米津玄師（2025年）
- 櫻坂46（2025年）
- Saucy Dog（2026年）
- Vaundy（2026年）

### 国外アーティスト
- エアロスミス（1998年、1999年、2002年、2004年、2011年）
- U2（1998年）
- ザ・ローリング・ストーンズ（1998年、2003年）
- エルトン・ジョン・ビリー・ジョエル（1998年[注 29]）
- セリーヌ・ディオン[注 30]（1999年、2008年）
- マライア・キャリー（2000年）
- ボン・ジョヴィ（2000年、2001年、2003年、2006年、2008年、2013年）
- バックストリート・ボーイズ（2001年、2006年）
- ポール・マッカートニー（2002年、2013年）
- マドンナ（2006年）
- ビリー・ジョエル（2006年[注 31]）
- レッド・ホット・チリ・ペッパーズ（2007年[注 32]）
- サイモン&ガーファンクル（2009年）
- ガンズ・アンド・ローゼズ（2009年、2017年）
- AC/DC（2010年）
- SUPER JUNIOR（2011年、2013年、2014年）
- 東方神起（2012年、2013年、2014年、2015年、2017年、2018年、2019年）
- BIGBANG（2012年、2013年、2014年、2015年、2016年、2017年）
- G-DRAGON（2013年、2017年、2025年）
- JYJ（2010年、2014年）
- ワン・ダイレクション（2015年）
- EXO（2015年、2016年、2018年）
- SHINee（2016年、2017年、2018年）
- D-LITE（2017年）
- iKON（2017年、2018年）
- BTS[注 24]（2017年、2018年）
- SMTOWN（2018年）
- BLACKPINK（2018年、2020年、2023年）
- TWICE[注 24]（2019年、2025年）
- エド・シーラン（2019年、2024年）
- KISS（2019年）
- NCT 127（2022年、2024年、2025年）
- SEVENTEEN[注 24]（2022年、2023年、2024年、2025年）
- ブルーノ・マーズ（2022年）
- マルーン5（2022年）
- Stray Kids（2023年）
- ENHYPEN（2023年）
- TREASURE（2023年、2024年、2026年）
- クイーン+アダム・ランバート（2020年、2024年）
- J-HOPE（2025年）
- JIN（2025年）

## 音楽イベント
ドーム初使用順に掲載。赤色の年は開催予定であることを表す。

### 国内アーティスト
- 琉球フェスティバル（1997年、1998年、2004年、2005年、2006年、2007年）
- POCARI SWEAT BLUE WAVE THE ROCK ODYSSEY 2004（2004年[注 33]）

### 国外アーティスト
- Super Concert in Osaka Dome（1997年[注 34]）
- ミレニアム・カウントダウン・ライヴ（1999年[注 35]）
- YG Family Concert in Japan[注 36]（2012年、2014年）
- MAMA AWARDS（2022年、2024年）

## ドームでの出来事
- 1997年3月に開かれた大阪ドーム開設記念「コナミプロ野球トーナメント大会」において、読売ジャイアンツ・清原和博がスーパーリングの屋根の中にボールを飛ばすファウルを打ち込んだ。公式戦では、2006年9月10日のオリックス対北海道日本ハムファイターズ戦で日本ハム・小笠原道大が打ち込んでいる。また2001年8月22日の近鉄対オリックス戦で近鉄・中村紀洋がスーパーリングの1番外側に打ち込む認定本塁打を放っている。オールスターゲームでは、2012年第1戦（7月20日）で日本ハム・中田翔が認定二塁打を放っている。日本シリーズでは、2023年10月28日に行われた第1戦にてオリックス・森友哉が認定二塁打を放っている。[42]なお、スーパーリングに当たった打球がグラウンドへ落下してきたケースとしては、公式戦の2000年7月4日の阪神対広島東洋カープ戦で阪神・新庄剛志が適時打を、2010年8月15日の阪神対東京ヤクルトスワローズ戦で阪神・金本知憲がファウル打球を放った（この金本の打球はフェアゾーンに落下しており、グラウンドルールに従えば本来はフェアとなる）。ちなみに金本はその打席で本塁打を放っている。
- 1997年4月8日 - 大阪ドーム公式戦開幕戦（対オリックス戦＜神戸＞が雨天順延→近鉄対ロッテ戦）にて鈴木貴久が同球場公式初ホームランを記録。
- 1997年8月24日、近鉄は対千葉ロッテマリーンズ戦で10点差を逆転、11対10で延長12回サヨナラ勝ちを収めている。これはプロ野球史上3度目、パ・リーグ史上唯一の出来事である（2018年シーズン終了現在）。
- 1999年11月21日、近鉄球団創立50周年記念として巨人とのOB戦を開催（主催は読売新聞）。両軍の往年のスターが多数出場した。
- 2000年6月20日、近鉄のナルシソ・エルビラが対西武戦で大阪ドーム初のノーヒットノーランを達成した。
- 2001年9月24日、近鉄のタフィ・ローズが西武の松坂大輔から王貞治の持つシーズン本塁打記録に並ぶ55号本塁打を放つ。なお、試合は中村紀洋のサヨナラ2点本塁打で近鉄が勝利した。
- 2001年9月26日、近鉄対オリックス戦で北川博敏が優勝決定試合では史上唯一となる代打逆転サヨナラ満塁優勝決定本塁打を放っている。
- 2003年7月1日、近鉄対ダイエー戦で村松有人がサイクルヒットを達成。
- 2008年9月3日、巨人対広島東洋カープ18回戦で小笠原道大がサイクルヒットを達成。
- 2009年10月14日、岡田彰布のオリックス監督就任会見がマウンド付近に会見席を設ける形で実施された。
- 2009年12月16日、アメリカのロックバンドガンズ・アンド・ローゼズが公演を行ったが、この日はオープニング・アクトを務めたムックの演奏終了後、機材トラブルにより開演時間が遅れて午後9時に開演。その後3時間演奏を行い、終演時間が翌17日午前0時1分となった[43]。
- 2010年8月25日、阪神対広島戦で、城島健司、金本知憲、浅井良、鳥谷敬、桧山進次郎のホームランなどで阪神が22得点を挙げ、球団記録を更新。
- 2014年5月31日、オリックス対巨人戦で、金子千尋が9回まで4与四球1失策の無安打無得点に抑えていたが、味方の援護がなく、パ・リーグの主催試合では投手が打席に立つというこの年の交流戦特別ルールにより、9回裏一死二塁の金子の打席で代打が送られた。その後延長戦に突入したため、無安打無得点のまま降板し単独でのノーヒットノーラン達成を逃した。9回以上を無安打無得点で降板したのは2006年の八木智哉以来NPB史上2人目で、代打を送られての降板は同史上初。試合は0対1でオリックスが敗れた[44][45]。
- 2015年5月3日、オリックス対ソフトバンク戦で、大阪ドームにおけるオリックス主催の公式戦としては史上最多となる3万6154人の観客動員数を記録した。これは野球仕様において定数ギリギリの動員数であった。
- 2017年6月6日、オリックス対阪神戦で、多数の観客が相次いで急性アルコール中毒の症状を訴え、救急車で病院へ搬送されたりタクシーで病院へ向かったりした。同球場では、この年の両チームの対戦においては、ビールの飲み放題チケットの販売席数を通常の4倍に当たる1,200席としていた[46]。
- 2017年7月9日、この日行われたオリックス対ロッテ戦の試合前にドームの大型ビジョン下部に掲出される広告を交換する工事を行っていたところ、工事現場から長さ2メートルの鉄パイプ1本がスタンドを滑り落ちて外野フィールドへ落下して跳ね返り、そこでストレッチを行っていたオリックスの内野手中島宏之を直撃する事故が発生。幸い中島は打撲傷で済んだ。事故原因は作業中のミスで、球団は再発防止に努める旨のコメントを出した[47]。
- 2017年9月30日、オリックス対ソフトバンク戦で、6回表に先頭打者の髙谷裕亮が放った打球が投手の小林慶祐の顔面に直撃、小林は出血を伴いながらその場で倒れこんだ。約10分後に救急車を直接グラウンドに入れるという異例の措置がとられ、小林はそのまま病院へ搬送された[48]。
- 2023年の日本シリーズは第7戦まで行われ、阪神が日本一を決めた。同球場での日本一の胴上げはこれが初めてとなる（近鉄は一度も日本一になることがなく球団自体が消滅、合併後のオリックスは2022年に日本一となったがその際は明治神宮野球場で決めたため、近鉄・オリックスの日本一の胴上げは一度も行われていない）。

## その他

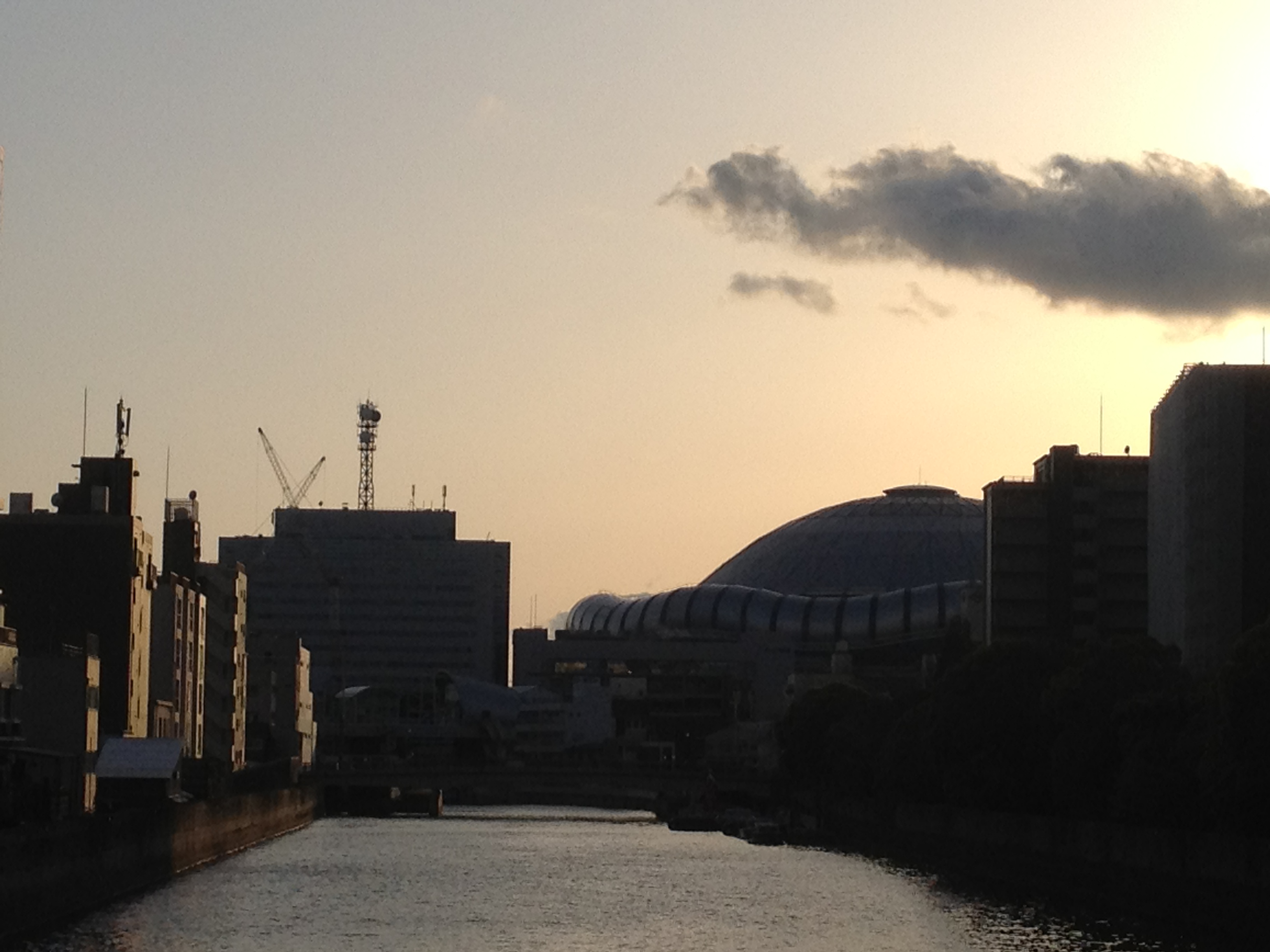
桜川駅付近（新なにわ筋）から見た京セラドーム大阪（2013年4月）

- Osaka Metro中央線九条駅から大阪ドームへ至る商店街は、「バファロード」の愛称で親しまれている[49]。
- 大阪ドームのテーマソングが開場時に作られ、コンコース内で流されていた。
- フェンス広告も近鉄グループ関連の広告もあるが、近鉄球団時代の面影もあった。
- 日本の球場として初めてスマートフォンを使用して球場内案内や売り子を呼び出すシステムを採用している[50]。
- 「グリンドム・ファミリー」というマスコットキャラクターが開場時から存在していた。

ドームが宇宙船のような外観であることに因みエイリアンの家族という設定となっていた。
グリンドム・キャプテンポップ(父)、グリンドム・ザナ(母)、グリンドム・ザック(長男)、グリンドム・ドゥディ(長女)、グリンドム・OD-2(ペットのロボット)の5体。
前述の「グリンドムモール」は彼らの名前から取ったもので、現在の「Bs shop」があるスペースはかつて「スーベニアショップ・グリンドムザック」という名前で日本プロ野球12球団のグッズや大阪土産、ドーム関連のグッズやグリンドム・ファミリーのグッズも販売していた。

## 交通機関
地下鉄
- Osaka Metro長堀鶴見緑地線 ドーム前千代崎駅、徒歩すぐ
- Osaka Metro長堀鶴見緑地線 大正駅、徒歩約7分
- Osaka Metro中央線 九条駅、徒歩9分
- Osaka Metro千日前線 桜川駅、徒歩約10分

JR
- 大阪環状線 大正駅、徒歩約7分

私鉄
- 阪神電気鉄道 阪神なんば線 ドーム前駅、徒歩すぐ
- 阪神電気鉄道 阪神なんば線 九条駅、徒歩約9分
- 阪神電気鉄道 阪神なんば線 桜川駅、徒歩約10分
- 南海電気鉄道 高野線（汐見橋線） 汐見橋駅、徒歩約10分

なお、滋賀県東近江市にある「京セラ前駅」（近江鉄道本線）を当球場の最寄駅と誤解する観客が少なからず存在するため、近江鉄道の主要駅では「京セラドーム大阪の最寄り駅は京セラ前ではありません」という注意書きが掲出されている。
路線バス
- 大阪シティバス
  - 「ドーム前千代崎」停留所下車、徒歩すぐ（注：この停留所へ向かうバス路線は、西船町・鶴町4丁目方面からが多い）
  - 境川停留所下車、徒歩約5分
    - 境川までは地下鉄なんば駅、近鉄・阪神大阪難波駅、JR難波駅から60号系統（天保山行き）に乗り約17分（Osaka Metro千日前線桜川駅からも接続）
    - 境川までは天保山から60号系統（なんば行き）に乗り約22分

  - 大正橋停留所下車、徒歩約6分

車
- 阪神高速道路 16号大阪港線「九条出口」または「波除出口」、約5分